# Programação metabólica
A Programação Fetal  se relaciona a uma maior susceptibilidade do feto desenvolver doenças crônicas não transmissíveis no curso de sua vida, dependendo do aporte nutricional que o mesmo recebeu na vida intra-uterina, esse é um assunto inovador que está sendo discutido e pesquisado no século atual, para que se possa criar estratégias de prevenção de doenças crônicas, como o diabetes, obesidade e hipertensão.
Sendo assim desenvolveu-se a hipótese de uma Programação Intra-Uterina para Doenças da Vida Adulta ou Hipótese de Barker a partir de observações epidemiológicas que relacionaram baixo peso ao nascimento com o desenvolvimento de doenças metabólicas na vida adulta. Tal  hipótese propõe que o risco para desenvolver estas doenças é função não apenas da carga genética (expressa no genótipo) ou dos hábitos de vida do adulto (expressos no fenótipo), como também da atuação de fatores ambientais em períodos críticos, no início da vida. A exemplo, o feto exposto a baixa disponibilidade de nutrientes desenvolve uma resposta preditiva-adaptativa ao ambiente extra-uterino que pode ser favorável ao seu desenvolvimento se a disponibilidade nutricional continuar pobre após o nascimento, ou se tornar deletéria se o aporte calórico for adequado ou excessivo, predispondo à obesidade precoce no futuro. Ou seja, se durante a gestação o feto receber poucos nutrientes ele sofrerá mudanças que o vão deixar preparado para encontrar um ambiente quando adulto também com poucos nutrientes, assim seu corpo vai sempre tentar aproveitar ao máximo os nutrientes dos alimentos e criar reservas na forma de tecido adiposo para um futuro período de escassez de alimento, e por isso se esse indivíduo tiver uma disponibilidade de alimentos boa, terá mais chance de desenvolver obesidade. 
Ainda, evidências indicam que efeitos intra uterinos como o tabagismo materno e a quantidade de vitamina D produzida pela mãe, influenciam no desenvolvimento do pulmão e o posterior desenvolvimento de asma e doença pulmonar obstrutiva crônica (DPOC) no feto, sendo que “há estudos documentando aumento de asma e eczema entre as crianças cujas mães tinham níveis séricos altos de vitamina D durante a gravidez” (URRUTIA-PEREIRA; SOLÉ, 2014).

## Peso ao nascer
O baixo peso ao nascer é definido pela Organização Mundial de Saúde (OMS) como bebês que ao nascerem pesam menos que 2500g e a prematuridade como uma gestação inferior a 36 semanas. Este menor peso demonstra que houve um ambiente uterino desfavorável, como a Programação Fetal é um processo onde um estímulo ocorrido durante determinado período crítico do desenvolvimento fetal acarreta em efeitos à longo prazo na vida do indivíduo, há uma grande possibilidade deste ambiente intra-uterino ter afetado o desenvolvimento natural do feto, tanto que pesquisas têm relacionado esta condição com baixa coordenação motora e outros problemas cognitivos na pessoa já adulta. 
Um estímulo que está diretamente relacionado a Programação Fetal é a carência em nutrientes, já que eles podem modificar a programação imunológica e metabólica durante períodos sensíveis do desenvolvimento do feto e pós-natal. Dentre estes, o principal nutriente é a vitamina D, produzida e transferida via placenta para o feto que a armazenará e utilizará nas primeiras 6-8 semanas de vida. Logo, aspectos sociais como a pobreza, poderá provocar má nutrição materna e fetal, interferindo na gestação e induzindo vulnerabilidade em longo prazo nas crianças que sofreram tal constrangimento nutricional, podendo as mesmas ficarem mais suscetíveis ao aparecimento de certas doenças crônicas, como a hipertensão.
Estudos têm mostrado que os bebês que se enquadram na definição de baixo peso ao nascer, quando jovens apresentam qualidade de desempenho baixa nas práticas esportivas e aulas de educação física, ficando evidente que, quanto maior for o peso ao nascer menor será a magnitude dos déficits motores. Contudo, ainda não são conhecidos os aspectos dos eventuais mecanismos, relacionados a Programação Fetal, que causam tais problemas no desenvolvimento neuromotor de crianças, jovens e adultos, mas se acredita que possam ser "compensados" com estimulação sensório-motora em diferentes momentos da vida pós-natal.

## Esporte
Ainda se busca pela melhor compreensão sobre o quanto a atividade física pode influenciar na Programação Fetal, já se identificou adaptações fisiológicas na gestação que são capazes de atuar como reguladores do balanço de disponibilidade de oxigênio e substrato entre a gestante e o feto, sendo esse o principal motivo regulador do crescimento fetal. Após a identificação destes mecanismos, a comunidade científica formulou uma hipótese sobre como a atividade física durante a gestação pode afetar no desenvolvimento de doenças  na vida adulta desses bebês.
Para analisar essa hipótese, um estudo epidemiológico de 1993 observou 797 gestantes que tinham como atividade física trabalhos na agricultura, domésticos, entre outros. Os resultados dessas análises demonstraram que o nível de atividade física da gestante era inversamente proporcional ao seu ganho de peso a partir da 28º semana de gestação, ou seja quanto maior o nível de atividade física menor o ganho de peso da gestante, e nos recém nascidos foi observado um menor peso ao nascer. Após este estudo, outra análise epidemiológica com 51 gestantes avaliou a intensidade de exercício aeróbico, como corridas e caminhadas, entre estas mulheres e o ganho de peso do feto durante o seu desenvolvimento, chegando à constatação de que o nível de atividade física e crescimento fetal eram inversamente proporcional,ou seja, quanto mais atividade menor o crescimento. Com tais resultados, chegou-se à conclusão de que a prática de atividade física regular associada a uma dieta adequada, reduz o risco do desenvolvimento de hipertensão, diabetes mellitus gestacional (que normalmente gera bebês com mais de 4 kg)  e problemas relacionados ao desenvolvimento placentário, em gestantes que praticam atividade física.
Com base nestes resultados, foi avaliado qual seria o tipo de exercício físico ideal para gestantes. Com isto, observou-se que os benefícios fisiológicos da atividade física entre as gestantes varia com o tipo, frequência, duração e intensidade do exercício, bem como o estado de aptidão física e estágio da gestação no qual essas mulheres se encontram. Assim, constatou-se que a prática de atividade física leve durante a gestação provoca o aumento do volume plasmático materno, do volume de sangue no espaço viloso, da função placentária, do débito cardíaco e da taxa de crescimento fetal (devido ao aumento na concentração de glicose no espaço placentário). Já em gestantes que praticam atividade física de alta intensidade, há aumento do aporte sanguíneo para os músculos durante o exercício, que acarreta em uma diminuição temporária da quantidade de oxigênio e substrato placentário, o que provoca a liberação de peptídeos pelos tecidos fetais, diminuindo assim a taxa de crescimento fetal.
Desta forma, através da análise epidemiológica, foi possível observar que a prática de atividade física leve proporciona diversos benefício tanto a gestante, quanto ao feto, sendo que o acompanhamento desses exercícios por um profissional qualificado é de extrema importância. Dentre as atividades mais adequadas encontram-se a natação e a caminhada, devido à sua menor intensidade e risco de lesão.

## Nutrição
Uma dieta equilibrada e balanceada é importante para o melhor funcionamento do organismo em todas as etapas da vida e durante o desenvolvimento embrionário não seria diferente. Os estudos acerca do assunto têm destacado o que uma dieta materna deficiente em nutrientes afeta no desenvolvimento e crescimento do filho a curto e longo prazo.
Estudos realizados com ratos em laboratórios e confirmados por dados epidemiológicos, têm demonstrado cada vez mais evidências da relação entre a nutrição e enfermidades, como por exemplo,  diabetes tipo II, doenças cardiovasculares, funções cognitivas e desenvolvimento do sistema nervoso. A partir de estudos demonstrou-se que animais que apresentavam desnutrição durante o período embrionário tiveram diversas alterações tais como, mudanças no crescimento do sistema nervoso somático, comportamento agressivo, transtornos alimentares, diminuição da magnitude das propriedades mecânicas do músculo esquelético, morfologia diferenciada do músculo cardíaco e o padrão de atividade locomotora alterada em ratos adultos. Assim, como já se observou uma relação entre a desnutrição durante o período gestacional e o aumento de estoque de gordura na vida pós-natal, o que pode influenciar nas chances deste indivíduo ter um sobrepeso e doenças, normalmente associadas, como diabetes tipo 2.
Durante a maturação embrionária do cérebro este fica mais influenciável pelas mudanças no meio, por ainda estar em um período crítico para sua correta formação e no caso de desnutrição esse desenvolvimento fica comprometido. Dependendo do grau de desnutrição, haverá consequências distintas que vão desde alterações da performance bioquímica e fisiológica do organismo até a forma de adaptação a esse meio desfavorável. Já foi mostrado, em estudos, que ratos que sofreram desnutrição durante o período fetal tem menor efeito dos medicamentos anti-depressivos.
Existem evidências que em caso de uma dieta hipoproteica, ou seja, com baixa quantidade proteínas, pode-se ocorrer mudanças epigenéticas, principalmente por metilação, o que pode gerar mudanças que sejam multigeracionais, ou seja, sejam transmitidas para os filhos. No caso de mães que se alimentam com quantidades insuficientes de proteína, há estudos relacionando tal deficiência proteica com  a apoptose de células beta do pâncreas, o que pode se associar ao aparecimento do diabetes tipo 1, além disso observou-se uma maior resistência à insulina nos músculos, junto de um aumento da resposta gerada pela insulina nos adipócitos perante tal dieta, o que favorece tanto o desenvolvimento de obesidade quanto de diabetes tipo 2. Muitos vem sendo os estudos nesta área, contudo ainda não se sabe todos os mecanismos envolvidos no processo de alteração celular pelos nutrientes.

## Vitamina D
Nutrientes podem modificar a Programação Metabólica durante o período crítico do desenvolvimento fetal e pós-natal, tendo destaque para a vitamina D, que por afetar a regulação de alguns genes, vem sendo relacionada com diversos benefícios a longo prazo. Durante a gestação, ocorre um aumento de absorção intestinal de cálcio, junto de uma redução da excreção pelos rins e uma maior produção de vitamina D pelo corpo da mulher, atingindo seu pico no terceiro trimestre de gravidez, para suprir as necessidades da mineralização óssea fetal. No feto, a vitamina D originária de síntese placentária é importante para a transferência de cálcio para a circulação fetal via placenta.
A deficiência de vitamina D materna vem sendo associada com um maior risco da criança nascer com baixo peso, ser pequena para a idade gestacional ou até mesmo ter problemas no desenvolvimento do pulmão, contudo há resultados contraditórios em relação ao aumento de chances de desenvolver asma e doença pulmonar obstrutiva crônica, que também já foi observado que em mulheres com níveis alto de vitamina D se tem maior chance de desenvolver essas doenças. Estudos recentes têm relacionado a deficiência de vitamina D na gravidez com outros fatores como: pré-eclâmpsia, resistência à insulina, diabetes gestacional, vaginose bacteriana e aumento da frequência de parto cesáreo. A suplementação dessa vitamina em caso de valores abaixo dos de referência tem levado à redução do risco de morbidades associadas à: infecções maternas, parto cesáreo e parto prematuro. Estudo prospectivo demonstrou ser o parto cesáreo quatro vezes mais comum em mulheres com deficiência de vitamina D(<37,5 nmol/L) em comparação a mulheres com valores normais
Essa deficiência materna pode acarretar em uma má mineralização óssea in utero, o que pode se manifestar no recém nascido como: raquitismo congênito, crânio tabes ou osteopenia. Em escolas do Japão onde foi feita a suplementação de vitamina D nas crianças, teve-se uma redução de 42% de incidência de influenza A (vírus da gripe), também já se demonstrou que a suplementação, durante o primeiro ano de vida do recém-nascido, foi associada a redução do desenvolvimento de diabetes tipo I. Como ainda existe uma janela de reprogramação durante a infância por vezes tal deficiência intrauterina não é notada na vida adulta.